# Jamaica en los Juegos Paralímpicos de Tel Aviv 1968
Jamaica estuvo representada en los Juegos Paralímpicos de Tel Aviv 1968 por once deportistas, siete hombres y cuatro mujeres.

## Medallistas
El equipo paralímpico jamaicano obtuvo las siguientes medallas:
| Nombre   | Deporte      | Evento                                        |
| -------- | ------------ | --------------------------------------------- |
| Oro      |              |                                               |
| Baracatt | Atletismo    | Jabalina de precisión clase abierta femenino  |
| Excell   | Atletismo    | Jabalina de precisión clase abierta masculino |
| Meikle   | Natación     | 50 m braza incompleta clase 4 femenino        |
| Plata    |              |                                               |
| Meikle   | Natación     | 50 m libre incompleta clase 4 femenino        |
| Bronce   |              |                                               |
| Hall     | Halterofilia | Peso ligero masculino                         |